# Ernesto Laclau
 (novembre 2020).
Ernesto Laclau (prononcé en espagnol : [ernes'to la'klaw]), né le 6 octobre 1935 à Buenos Aires et mort le 13 avril 2014 à Séville, est un politologue argentin, fréquemment qualifié de post-marxiste.
Au cours de sa carrière, il est chercheur, professeur à l'université de l'Essex et docteur honoris causa de l'université de Buenos Aires, de l'université nationale de Rosario et de l'université catholique de Córdoba (es).
Ses livres les plus célèbres sont Hégémonie et stratégie socialiste et La raison populiste. Il est directeur de la revue Débats et combats.

## Biographie
Après le coup d'État de 1955, en Argentine, il a été assistant du sociologue Gino Germani et créateur, à côté de José Luis Romero (es), de la matière « Histoire sociale » à la Faculté de philosophie et des lettres de l'université de Buenos Aires. Il a étudié l'histoire à Buenos Aires, obtenant son diplôme à l'université de Buenos Aires en 1964. Depuis 1969, il s'est installé au Royaume-Uni où il a reçu une bourse pour étudier avec Eric Hobsbawm. Finalement, il a obtenu son doctorat à l'université de l'Essex.
Proche de Jorge Abelardo Ramos (es), figure du péronisme progressiste, il milite au sein de la gauche révolutionnaire nationale durant sa jeunesse.
Durant les années 1960, il a dirigé les revues Gauche nationale et Lutte ouvrière liées au Parti socialiste de la Gauche nationale. Il a donné de nombreuses conférences dans des universités des États-Unis, d'Amérique du Nord, en Amérique latine, en Europe et en Afrique.
Depuis 1986, il exerce le métier de professeur de théorie politique à l'université de l'Essex, où il a fondé et dirigé durant plusieurs années le programme « Idéologie et Analyse du Discours », et le Centre des études théoriques des humanités et des sciences sociales.
Ce programme a servi de base de recherche pour le développement d'un nouveau type d'analyse du discours qui se fonde sur la théorie post-structuraliste (spécialement l'œuvre de Lacan, Foucault, Derrida et Barthes) dans le but d'articuler les analyses novatrices des phénomènes politiques concrets (identités, discours et hégémonies). Cette orientation théorique et analytique s'est construite à l'École d'Essex de l'analyse du discours (en).
Il soutient les gouvernements péronistes de Néstor Kirchner (2003-2007) puis de son épouse Cristina Fernández de Kirchner (2007-2015).
Pendant les dernières années de sa vie, il s'est rapproché de la Confédération socialiste argentine et de ses dirigeants.
Sa compagne (pendant plus de 30 années) a été la politologue belge Chantal Mouffe.
Il décède le 13 avril 2014 à l'âge de 78 ans, à Séville en Espagne.
Par son travail sur le concept de populisme, il est considéré comme l'un des principaux inspirateurs du mouvement politique espagnol Podemos. Íñigo Errejón est présenté comme un de ses disciples.

## Hégémonie et stratégie socialiste
Une de ses œuvres les plus importantes est Hégémonie et stratégie socialiste qui a été rédigée avec Chantal Mouffe et qui peut être considérée comme une pierre fondamentale du post-marxisme.
Sa pensée est fréquemment décrite comme post-marxiste, dans la mesure où ils étaient tous les deux engagés dans des mouvements sociaux et étudiants dans les années 1960 essayant d'unir la classe ouvrière à de nouveaux mouvements sociaux.
Chantal Mouffe et Ernesto Laclau ont rejeté le déterminisme économique marxiste et l'idée que la lutte des classes est l'antagonisme crucial de la société. À la place, ils ont appelé à la démocratie radicale et au pluralisme agonistique dans lequel tous les antagonismes peuvent s'exprimer. Selon lui, une société sans antagonisme est impossible, la société pleine n'existe pas.
Dans cette œuvre, Laclau expose une généalogie du concept d'hégémonie, recourant aux exposés de Rosa Luxemburg, Karl Kautsky, Georgi Plejánov, Edouard Bernstein, Georges Sorel, Léon Trotski, Vladimir Lénine et Antonio Gramsci.
Laclau critique trois thèses du marxisme orthodoxe :
– la neutralité des forces productives : le travail, depuis le marxisme, est réduit à un économicisme à travers la notion de marchandises, il exclut la possibilité de rendre compte de processus dans le travail non réductibles à l'économie, ces derniers qui justement expliquent la non réalisation de la paupérisation, la non intensification des contradictions, l'émergence de la fragmentation sociale, la bureaucratisation des secteurs médians, l'émergence des luttes sociales parallèles et différentes de celles des luttes de classes ;
– l'homogénéisation et la paupérisation croissante de la classe ouvrière : l'histoire a démontré que les ouvriers sont aussi aujourd'hui des travailleurs intellectuels, avec de bons salaires et de bons niveaux de vie. Comme l'affirme Laclau, la fragmentation de la classe ouvrière est une fragmentation de positions entre différents agents sociaux. Les marxistes ne tiennent pas compte d'un fait réel dont ils étaient pourtant conscients : il existe une fragmentation des positions à l'intérieur même des agents sociaux, qui manquent d'une identité rationnelle ultime ;
– l'intérêt fondamental de la classe ouvrière dans le socialisme : selon Laclau, la recherche de la véritable classe ouvrière est un faux problème et cela manque de toute pertinence théorique et politique. Cela n'implique pas évidemment qu'il existe une incompatibilité entre la classe ouvrière et le socialisme sinon l'affirmation très différente de ce qu'il est impossible de déduire logiquement les intérêts fondamentaux dans le socialisme à partir de positions déterminées dans le processus économique.
Ultérieurement, il développe sa propre théorie sur l'hégémonie dans laquelle les notions d'articulation, de sur-détermination, de sujet, de discours, d'antagonisme et de logiques équivalentes et différentielles sont présentes.
Le politique est défini comme la lutte pour l'hégémonie à travers la conquête de ce que Laclau appelle des signifiants vides qui articulent les diverses demandes sociales.
La démocratie radicale et plurielle est affirmée comme logique politique, ce qui n'implique pas un projet spécifique mais un champ d'action pour la possibilité d'un projet révolutionnaire.

## Œuvres
- Politique et idéologie dans la théorie marxiste : capitalisme, fascisme, populisme, Sigle XXI, México, 1978.
- Trois essais sur l'Amérique latine, Ernesto Laclau (entre autres), FCE, Buenos Aires, 1980.
- Hégémonie et stratégie socialiste, [1985], Ernesto Laclau et Chantal Mouffe, FCE, Buenos Aires, 2004.
- Nouvelles réflexions sur la révolution de notre temps [1990], Nueva Visión, Buenos Aires, 2000.
- Emancipation et différence, Buenos Aires, Ariel, 1996.
- Déconstruction, Pragmatisme et Hégémonie, Chantal Mouffe (comp.), Buenos Aires, Paidós, 1998.
- La guerre des identités, grammaire de l'émancipation, La Découverte, Paris, 2000.
- Mysticisme, rhétorique et politique, FCE, México, 2002.
- Contingence, hégémonie, universaliaté, Ernesto Laclau (entre autres), FCE, Buenos Aires, 2003.
- La Raison Populiste, FCE, Buenos Aires, 2005.
- Débats et Combats, FCE, Buenos Aires, 2008.

## Récompenses
- Docteur honoris causa, université de Buenos Aires
- Docteur honoris causa, université nationale de San Juan
- Docteur honoris causa, université catholique de Córdoba (es)
- Docteur honoris causa, université nationale de Córdoba
- Docteur honoris causa, université nationale de Rosario